# Morgan Hamm
Pour les articles homonymes, voir Hamm (homonymie).
Morgan Hamm est un gymnaste artistique américain né le 24 septembre 1982 à Ashland dans l'État du Wisconsin. Il est le frère du gymnaste Paul Hamm.

## Biographie
Lors des Jeux olympiques d'été de 2004 se tenant à Athènes, il remporte la médaille d'argent dans l'épreuve du concours par équipes en compagnie de ses coéquipiers Jason Gatson, Paul Hamm, Brett McClure, Blaine Wilson et Guard Young. Il remporte également la médaille d'argent dans la même épreuve avec l'équipe américaine lors des Championnats du monde de 2003.